# Рум
Рум је дестиловано алкохолно пиће, које се добија од шећерне трске. Настаје ферментацијом и дестилацијом меласе и сока шећерне трске. Добијени рум се традиционално чува у бурету од храстовине.
Највише се производи на Карибима (Куба, Јамајка, Доминиканска Република, Порторико, Барбадос, Мартиник, Тринидад и Тобаго) и у околини (Белизе, Гватемала, Мексико, Венецуела, Колумбија, Гвајана, Бразил). Значајни произвођачи рума су такође Маурицијус, Реинион, Индија, Филипини, Аустралија, Мадагаскар и Фиџи.
Светли, бели рум обично се ставља у коктеле, а златни и црни се, осим за пиће, користе и као зачин у кулинарству, најчешће у слаткишима, филовима, кремовима и глазурама за торте, слатка пецива и колаче, џемове, компоте, слатко, пекмезе и мармеладе и слатка пића као што је лимунада. Рум је био популарно пиће у британској морнарици и међу гусарима.

## Историја

### Порекло
Шиду, пиће произведено ферментацијом и дестилацијом сока од шећерне трске, помиње се у текстовима на санскриту. Марија Дембинска наводи да је краљ Кипра Петар I, звани Пјер I де Лизињан (9. октобар 1328 – 17. јануар 1369), донео рум са собом као поклон осталим краљевским достојанственицима на Конгресу у Кракову, одржаном 1364. године. Ово је вероватно имајући у виду положај Кипра као значајног произвођача шећера у средњем веку, иако алкохолно шећерно пиће које је Дембинска назвала рум можда није много личило на модерне дестиловане румове. Дембинска такође сугерише да се кипарски рум често пио помешан са пићем од бадемовог млека, које се такође производи на Кипру, под називом соумада.
Још једно рано пиће налик руму је брум. Произведен од стране Малајског народа, тај напитак датира хиљадама година уназад. Марко Поло је такође оставио извештај у 14. веку о „веома добром вину од шећерне трске“ које му је понуђено у области која је постала данашњи Иран.
Прва дестилација рума на Карибима догодила се на тамошњим плантажама шећерне трске у 17. веку. Робови на плантажама открили су да се меласа, нуспроизвод процеса рафинације шећера, може ферментирати у алкохол. Затим је дестилација ових алкохолних нуспроизвода концентрисала алкохол и уклонила неке нечистоће, производећи прве модерне румове. Традиција сугерише да је ова врста рума прво настала на острву Невис. У документу из 1651. са Барбадоса пише:
„Главно пиће које праве на острву је Румбулион, алиас Кил-Дивил, и оно је направљено од дестиловане шећерне трске, вруће, паклено и ужасно пиће.”
Међутим, производња рума је такође забележена у Бразилу 1520-их, и многи историчари верују да је рум пронашао пут до Барбадоса заједно са шећерном трском и његовим методама узгоја из Бразила. Течност идентификована као рум нађена је у лименој боци пронађеној на шведском ратном броду Васа, који је потонуо 1628. године.
До краја 17. века рум је заменио француски бренди као преферентни алкохол у трговини у троуглу. Кануисти и стражари на афричкој страни трговине, који су раније били плаћени брендијем, сада су плаћани румом.

### Колонијална Северна Америка
Након развоја рума на Карибима, популарност пића проширила се на колонијалну Северну Америку. Да би се подржала потражња за пићем, прва дестилерија рума у Тринаест колонија основана је 1664. на Статен Ајланду. Бостон, Масачусетс је имао дестилерију три године касније. Производња рума је постала највећа и најпросперитетнија индустрија Нове Енглеске у раној колонији. Нова Енглеска је постала центар за дестилацију захваљујући техничким, металопрерађивачким и бачварским вештинама и обиљу дрвне грађе; рум произведен тамо био је лакши, више као виски. Велики део рума је извезен, дестилерије у Њупорту, Роуд Ајланд, су чак правиле екстра јак рум да би се специфично користио као робовска валута. Роуд Ајландски рум се чак неко време придружио злату као прихваћеној валути у Европи. Док је Нова Енглеска тријумфовала по цени и доследности, Европљани су и даље сматрали да најбољи румови потичу са Кариба. Процене потрошње рума у америчким колонијама пре Америчког револуционарног рата показале су да је сваки мушкарац, жена или дете попио у просеку 3 imp gal (14 l) рума сваке године.
У 18. веку све већа потражња за шећером, меласом, румом и робовима довела је до повратне спреге која је интензивирала трговину троугла. Када је Француска забранила производњу рума у својим поседима у Новом свету како би окончала домаћу конкуренцију са брендијем, дестилерије Нове Енглеске су тада могле да профитирају на уштрб произвођача у Британској Западној Индији купујући меласу по сниженој цени са француских плантажа шећера. Захтеви британске индустрије рума довели су до Закона о меласи из 1733. године који је наметнуо прохибитивни порез на меласу увезену у Тринаест колонија из страних земаља или колонија. Рум је у то време чинио приближно 80% извоза Нове Енглеске и плаћање царине би довело до престанка пословања дестилерија: као резултат тога, поштовање и примена закона били су минимални. Строга примена наследника Закона о меласи, Закона о шећеру, из 1764. је вероватно допринела узроцима Америчке револуције. У трговини робљем рум је коришћен и као средство размене. На пример, роб Венчер Смит (чија је историја касније објављена) купљен је у Африци, за четири галона рума плус комад калика.
У „Докторовом тајном журналу”, извештају о дешавањима у Форт Мичилимакинаку у северном Мичигену од 1769. до 1772. од стране Данијела Морисона, пријатеља хирурга, приметио је да мушкарци нису имали много посла и да је конзумација рума била веома популарна. Заправо, заставник Роберт Џонстон, један од официра, „сматрао је исправно да се претвори у трговца продајом обичног рума војницима и свима осталима од којих би могао добити пени на овај тајни начин.“ Да би прикрио ову крађу, „примећено је да је напунио неколико буради обичног рума кипућом водом да би надокнадио цурење.“ Заставник Џонстон није имао проблема са продајом овог разблаженог рума.
Популарност рума се наставила након америчке револуције; Џорџ Вашингтон инсистира на бурету барбадоског рума на својој инаугурацији 1789.
Рум је почео да игра важну улогу у политичком систему; кандидати су својом великодушношћу румом покушали да утичу на исход избора. Људи би присуствовали скуповима да виде који кандидат је великодушнији. Од кандидата се очекивало да пије са народом како би показао да је независан и заиста републиканац.